# 도미니크 자르디
도미니크 자르디(Émile Jean Doublet, 1930년 3월 2일 ~ 2009년 12월 13일)는 프랑스의 배우, 작가이다.
파리에서 태어났으며 파리에서 사망하였다. 사인은 암이다.  페르 라셰즈 묘지에 매장되었다.

## 영화
- 비독 (2001년)
- 레미제라블 (2000년)
- 마담 보바리 (1991년)
- 델리카트슨 사람들 (1991년)
- 마스크 (1987년)
- 올빼미의 울음 (1987, Le Cri du hibou)
- 닭 초절임 (1985, Poulet au vinaigre)
- 북극성 (1982년)
- 나쁜 아들 (1980, Un mauvais fils)
- 비올레트 노지에르 (1978년)
- 마도 (1976년)
- 더러운 손 (1976년)
- 형사 반장, 베르자 (1975년)
- 나다 (1974년)
- 새장 속의 남자 (1974년)
- 돈 쥬앙 73 (1973년)
- 암흑가의 두 사람 (1973년)
- 암살자 (1972년)
- 어두워지기 전에 (1971, Juste avant la nuit)
- 막스와 고철장수 (1971년)
- 새벽의 약속 (1970년)
- 솔로 (1970년)
- 파멸 (1970년)
- 더 브레인 (1969년)
- 즐거운 인생 (1969년)
- 성역 (1969년)
- 부정한 여인 (1969년)
- 야수의 최후 (1969년)
- 보석 강도단 (1968년)
- 암사슴 (1968년)
- 판토마 /스캇치판토마 (1967년)
- 파리는 불타고 있는가? (1966년)
- 판토마 전광석화 (1965년)
- OSS 117 - 최대의 위기작전 (1965년)
- 미치광이 피에로 (1965년)
- 판토마 위기탈출 (1964년)
- 아름다운 사기꾼들 (1964년)
- 어느 하녀의 일기 (1964년)
- 쥐트코트의 주말 (1964, Week-end à Zuydcoote)
- 파란 수염, 랑드뤼 (1963, Landru)
- 지상 최대의 작전 (1962년)
- 이수 (1961년)
- 밀고자 (1961년)
- 파리 블루스 (1961년)
- 크랙 인 더 미러 (1960년)
- 착한 여자들 (1960년)
- 구멍 (1960년)